# 8298 Любна
8298 Любна (8298 Loubna) — астероїд головного поясу, відкритий 22 вересня 1993 року.
Тіссеранів параметр щодо Юпітера — 3,663.